# Tiff Lacey
Tiff Lacey, alias Tiffany Lacey (* 29. října 1965 Crayford, Kent) je britská zpěvačka.

## Biografie
Tiff začala zpívat, když jí bylo 16 let, jako vokalistka u skupiny „Falling Man“. Tato skupina vydala své vlastní album a také pravidelně vystupovala až do doby rozpadu. Poté začala Tiff vystupovat v jedné blues/rockové skupině. Nicméně cítila potřebu rozvíjet své schopnosti psaní vlastních skladeb, a tak skupinu opustila a začala spolupracovat s jedním ze členů skupiny. Tato spolupráce vyústila v několik nahrávek a zájmu od nahrávacích společností Virgin a EMI, Tiff se však se svým partnerem rozešla a neměla nadále zájem o spolupráci. Rozhodla se pro změnu hudebního stylu a přidala se ke skupině „Frankenstein's Baby“, která hrála indie/folk. Po určité době Tiff od skupiny odešla a seznámila se se svým dosavadním manažerem Markem Wintersem.
Tak vznikl singl „Hypnotised“ od Paula Oakenfolda, který se v roce 2002 dočkal amerického ocenění „taneční nahrávka roku“.
Tiff se věnuje se především zpíváním vokálů pro producenty trancové hudby a nedávno se stala matkou.

## Diskografie – Vokály
- Paul Oakenfold – „Hypnotised“ (2002)
- Redd Square – „In Your Hands“ (2002)
- Hydra – „Affinity“ (2003)
- Inner State – „Changes“ (2004)
- ATB – „Marrakech“ (2004)
- ATB – „Ecstasy“ (2004)
- ATB – „Here With Me“ (2004)
- Neo & Farina – „The Eternal“ (2004)
- ATB – „Humanity“ (2005)
- Lost Witness – „Home“ (2005)
- Lost Witness – „Love Again“ (2005)
- Headstrong – „Close Your Eyes“ (2005)
- Flash Brothers – „Faith In Love“ (2005)
- Conjure One – „Face The Music“ (2005)
- Filo & Peri – "Dance with The Devil" (2005)
- Shiver & Ashkan Pres. A.M. – "Arise" (2005)
- Headstrong – „Silver Shadow“ (2006)
- Headstrong – „Show Me The Love“ (2006)
- Cosmic Gate – „Should've Known“ (2006)
- Ron van Den Beuken – „Find The Way“ (2006)
- Tom Cloud – „Secretly“ (2006)
- Headstrong – „Symphony of Soul“ (2007)
- Headstrong – „The Truth" (2007)
- Purepath vs. Natlife & Amex – „Clockworks" (2008)
- Michael Badal – „Don't Be Afraid" (2008)
- Rozza – „No More Rain" (2008)
- ATB – „My Everything“ (2009)
- JKL – „Lifetime“ (2020)